# Eschweilera piresii ssp. piresii
Eschweilera piresii ssp. piresii é uma espécie vegetal encontrada na Guiana Francesa e no Brasil, popularmente nos estados do Amazonas e Pará. É uma árvore e cresce principalmente no bioma tropical úmido. Há um sinônimo (basiônimo) Persea caryophyllacea Mart.

## Características morfológicas:
As árvores podem atingir até 30 metros de altura e possuem ramos cilíndricos lisos, que podem ser glabros ou tomentosos no ápice. As gemas apicais são tomentosas. As folhas são alternas, com pecíolo delgado, canaliculado e glabrescente, medindo entre 0,8 e 1,2 cm. A lâmina é cartácea, elíptica a elíptico-lanceolada, com tamanho que varia de 7 a 21 cm de comprimento por 2 a 7 cm de largura. A base é obtusa e o ápice é acuminado a longo acuminado. A face adaxial é opaca e glabra, enquanto a face abaxial é glabra. O padrão de nervação é camptódromo-broquidódromo, com 6 a 9 pares de nervuras secundárias e reticulado denso. A inflorescência é botrióide e terminal ou subterminal. As flores têm diâmetro de 10 a 12 mm, com tépalas ovadas e esparsamente pilosas em ambas as faces. Os estames das séries I têm 3 estaminódios tepalóides, enquanto os da série II possuem anteras triangulares glabras. As anteras da série III são triangulares extrorsas apicais, com um par de glândulas subglobosas reduzidas. A série IV não apresenta estaminódios. O ovário é elipsoide e glabro, com estilete cilíndrico e estigma truncado. Os frutos são elipsoides e parcialmente envolvidos por uma cúpula de margem dupla, com tépalas persistentes.